# Сігні Аагна
Сігні Аагна (ест. Signy Aarna; нар. 4 жовтня 1990, Аг'я, Пилвамаа, Естонія) — естонська футболістка, нападниця фінського клубу «Аланд Юнайтед» та жіночої збірної Естонії.

## Клубна кар'єра
Народилася в селищі Аг'я, Пилвамаа. У 2003 році розпочала кар'єру на позиції воротаря в клубі «Лутос Полва». У 2005, 2007 та 2008 роках вигравала юнацькі чемпіонати Естонії у різних вікових групах клубу.

### «Лутос»
У 2008 році розпочала кар'єру в дорослій команді ФК «Лутос» в Есілійзі, другому дивізіоні жіночого футболу Естонії. ФК Лутос виграв чемпіонат, а Аарна стала найкращою бомбардиркою чемпіонату (48 голів). З 2009 року виступала за ФК «Лотос» у Мейстерлізі, вищому дивізіоні чемпіонату Естонії. Вона залишається найкращою гравчинею клубу зі 121-м зіграним матчем у всіх турнірах та 166-ма голами в естонському чемпіонаті та кубку.

### «Паллокіссат»
Незважаючи на пропозиції від інших клубів Мейстерліги, Аарна вирішила залишитися в клубі свого рідного міста, допоки не залишила країну. Після закінчення сезону 2013 року підписала свій перший професіональний контракт з фінським клубом «Паллокіссат» з вищого дивізіону чемпіонату Фінляндії. У своєму дебютному сезоні відзначилася 13-ма голами у 21-му матчі, де стала найкращою бомбардиркою клубу та допомогла команді вийти на третє місце та отримати перші медалі в історії клубу. 2015 рік став ще одним результативним сезоном для Аарни, оскільки вона відзначилася 17 голами у Найстен Ліїзі і знову стала найкращою бомбардиркою клубу.

### «Аланд Юнайтед»
Напередодні старту сезону 2018 року перейшла до «Аланд Юнайтед»

## Кар'єра в збірній
Виступала за дівочу (WU-17) та молодіжної (WU-19) збірних Естонії. У футболці національної збірної Естонії дебютувала 29 квітня 2009 року в переможному поєдинку Балтійського кубку 2009, в якому відзначилася 5-м та останнім голом у матчах.

## Статистика виступів

### Клубна
| Сезон | Клуб            | Країна    | Рівень | Матчі | Голи |
| ----- | --------------- | --------- | ------ | ----- | ---- |
| 2021  | «Аланд Юнайтед» | Фінляндія | I      | 14    | 1    |
| 2020  | «Аланд Юнайтед» | Фінляндія | I      | 17    | 3    |
| 2019  | «Аланд Юнайтед» | Фінляндія | I      | 21    | 1    |
| 2018  | «Аланд Юнайтед» | Фінляндія | I      | 23    | 9    |
| 2017  | «Паллокіссат»   | Фінляндія | I      | 23    | 5    |
| 2016  | «Паллокіссат»   | Фінляндія | I      | 23    | 10   |
| 2015  | «Паллокіссат»   | Фінляндія | I      | 23    | 17   |
| 2014  | «Паллокіссат»   | Фінляндія | I      | 21    | 13   |
| 2013  | «Лутос Полва»   | Естонія   | I      | 17    | 30   |
| 2012  | «Лутос Полва»   | Естонія   | I      | 17    | 28   |
| 2011  | «Лутос Полва»   | Естонія   | I      | 20    | 22   |
| 2010  | «Лутос Полва»   | Естонія   | I      | 20    | 14   |
| 2009  | «Лутос Полва»   | Естонія   | I      | 20    | 11   |
| 2008  | «Лутос Полва»   | Естонія   | II     | 17    | 48   |

### У збірній
Забиті м'ячі в офіційних змаганнях
| Змагання              | Стадія       | Дата       | Місце    | Суперник | Голиs | Результат | Загалом |
| --------------------- | ------------ | ---------- | -------- | -------- | ----- | --------- | ------- |
| чемпіонат світу 2011  | кваліфікація | 2010–03–27 | Врбовець | Хорватія | 1     | 3–0       | 1       |
| чемпіонат Європи 2013 | кваліфікація | 2011–09–18 | Таллінн  | Україна  | 1     | 1–4       | 2       |
| чемпіонат Європи 2013 | кваліфікація | 2012–06–16 | Отепяе   | Білорусь | 1     | 2–4       | 2       |
| чемпіонат світу 2015  | кваліфікація | 2014–08–20 | Таллінн  | Чехія    | 1     | 1–4       | 1       |
| чемпіонат світу 2019  | кваліфікація | 2017–04–08 | Тбілісі  | Грузія   | 1     | 2–1       | 1       |

### Зіграні матчі
| #  | Дата              | Місце                                             | Суперник             | Результат | Змагання                            | Рахунок |
| -- | ----------------- | ------------------------------------------------- | -------------------- | --------- | ----------------------------------- | ------- |
| 1  | 2 листопада 2007  | Савівальдібе, Шяуляй                              | Латвія               | 3–2       | Мінітурнір УЄФА                     |         |
| 2  | 24 квітня 2009    | Лутоспарк, Пилва                                  | Латвія               | 5–0       | Балтійський кубок 2009              | 1       |
| 3  | 26 квітня 2009    | Лутоспарк, Пилва                                  | Литва                | 1–0       | Балтійський кубок 2009              |         |
| 4  | 12 травня 2009    | Вірменія, Єреван                                  | Вірменія             | 3–0       | Мінітурнір УЄФА                     | 1       |
| 5  | 14 May 2009       | Вірменія, Єреван                                  | Казахстан            | 2–1       | Мінітурнір УЄФА                     |         |
| 6  | 17 вересня 2009   | Лаугардалсволлур, Рейк'явік                       | Ісландія             | 0–12      | кваліфікація чемпіонату світу 2011  |         |
| 7  | 28 жовтня 2009    | Жюль Дешасо, Гавр                                 | Франція              | 0–12      | кваліфікація чемпіонату світу 2011  |         |
| 8  | 27 березня 2010   | Врбовець, Врбовець                                | Хорватія             | 3–0       | кваліфікація чемпіонату світу 2011  | 2       |
| 9  | 31 березня 2010   | Мірко Вучуревич, Банатський Двор                  | Сербія               | 0–4       | кваліфікація чемпіонату світу 2011  |         |
| 10 | 15 травня 2010    | Савівальдібе, Шяуляй                              | Латвія               | 7–1       | Балтійський турнір 2010             | 4       |
| 11 | 16 травня 2010    | Савівальдібе, Шяуляй                              | Литва                | 3–1       | Балтійський турнір 2010             | 1       |
| 12 | 5 червня 2010     | Кадріорг, Таллінн                                 | Північна Ірландія    | 2–1       | кваліфікація чемпіонату світу 2011  |         |
| 13 | 19 червня 2010    | Міський стадіон, Раквере                          | Сербія               | 1–0       | кваліфікація чемпіонату світу 2011  |         |
| 14 | 23 червня 2010    | Кадріорг, Таллінн                                 | Франція              | 0–6       | кваліфікація чемпіонату світу 2011  |         |
| 15 | 24 липня 2010     | Шоуграндс, Колрейн                                | Північна Ірландія    | 0–3       | кваліфікація чемпіонату світу 2011  |         |
| 16 | 22 серпня 2010    | А. Ле Кок Арена, Таллінн                          | Хорватія             | 1–1       | кваліфікація чемпіонату світу 2011  |         |
| 17 | 13 лютого 2011    | Олімпійський спортивний центр, Рига               | Латвія               | 5–1       | Товариський матч                    | 2       |
| 18 | 13 травня 2011    | Тренувальний центр ЛФФ, Стайцеле                  | Латвія               | 0–2       | Балтійський турнір 2011             |         |
| 19 | 14 травня 2011    | Тренувальний центр ЛФФ, Стайцеле                  | Литва                | 3–0       | Балтійський турнір 2011             |         |
| 20 | 25 серпня 2011    | Міський стадіон, Молодечно                        | Білорусь             | 1–2       | кваліфікація чемпіонату Європи 2013 |         |
| 21 | 18 вересня 2011   | А. Ле Кок Арена, Таллінн                          | Україна              | 1–4       | кваліфікація чемпіонату Європи 2013 | 1       |
| 22 | 22 жовтня 2011    | ІСС, Вантаа                                       | Фінляндія            | 0–6       | кваліфікація чемпіонату Європи 2013 |         |
| 23 | 25 жовтня 2011    | Національний навчальний центр стадіон СФЗ, Сенець | Словаччина           | 1–3       | кваліфікація чемпіонату Європи 2013 |         |
| 24 | 5 квітня 2012     | СК «Севастополь», Севастополь                     | Україна              | 0–5       | кваліфікація чемпіонату Європи 2013 |         |
| 25 | 8 червня 2012     | Тамме, Тарту                                      | Литва                | 3–0       | Балтійський турнір 2012             | 1       |
| 26 | 10 червня 2012    | Тамме, Тарту                                      | Латвія               | 6–0       | Балтійський турнір 2012             |         |
| 27 | 16 червня 2012    | Теванді, Отепяе                                   | Білорусь             | 2–4       | кваліфікація чемпіонату Європи 2013 | 1       |
| 28 | 25 серпня 2012    | Хаапсалу, Хаапсалу                                | Словаччина           | 0–2       | кваліфікація чемпіонату Європи 2013 |         |
| 29 | 15 вересня 2012   | А. Ле Кок Арена, Таллінн                          | Фінляндія            | 0–5       | кваліфікація чемпіонату Європи 2013 |         |
| 30 | 9 листопада 2012  | Центенарі, Мальта                                 | Мальта               | 0–2       | Товариський матч                    |         |
| 31 | 11 листопада 2012 | Центенарі, Мальта                                 | Мальта               | 0–2       | Товариський матч                    |         |
| 32 | 20 березня 2013   | Террейн, Мерциг                                   | Люксембург           | 1–1       | Товариський матч                    |         |
| 33 | 3 березня 2013    | Олімпійський спортивний центр, Рига               | Латвія               | 5–3       | Товариський матч                    | 1       |
| 34 | 24 серпня 2013    | Стадіон ЛФФ, Вільнюс                              | Латвія               | 0–0       | Балтійський турнір 2013             |         |
| 35 | 25 серпня 2013    | Стадіон ЛФФ, Вільнюс                              | Литва                | 4–0       | Балтійський турнір 2013             | 1       |
| 36 | 10 вересня 2013   | Хаапсалу, Хаапсалу                                | Уельс                | 2–3       | Товариський матч                    | 2       |
| 37 | 20 вересня 2013   | А. Ле Кок Арена, Таллінн                          | Італія               | 1–5       | кваліфікація чемпіонату світу 2015  |         |
| 38 | 27 жовтня 2013    | Депортіво Вільяльба де Калладо, Мадрид            | Іспанія              | 0–6       | кваліфікація чемпіонату світу 2015  |         |
| 39 | 30 жовтня 2013    | Младост, струмиця                                 | Північна Македонія   | 2–0       | кваліфікація чемпіонату світу 2015  |         |
| 40 | 1 березня 2014    | Ялгпалліхол, Таллін                               | Латвія               | 8–2       | Товариський матч                    | 3       |
| 41 | 3 березня 2014    | Нбюфордж Лейн, Белфаст                            | Північна Ірландія    | 0–1       | Товариський матч                    |         |
| 42 | 5 березня 2014    | Клендебоє Парк, Бангор                            | Північна Ірландія    | 0–1       | Товариський матч                    |         |
| 43 | 26 березня 2014   | Опава, Опава                                      | Чехія                | 0–6       | кваліфікація чемпіонату світу 2015  |         |
| 44 | 8 травня 2014     | А. Ле Кок Арена, Таллінн                          | Іспанія              | 0–5       | кваліфікація чемпіонату світу 2015  |         |
| 45 | 15 червня 2014    | Хаапсалу, Хаапсалу                                | Північна Македонія   | 1–1       | кваліфікація чемпіонату світу 2015  |         |
| 46 | 19 червня 2014    | Хаапсалу, Хаапсалу                                | Румунія              | 0–2       | кваліфікація чемпіонату світу 2015  |         |
| 47 | 16 липня 2014     | Прушкув, Прушкув                                  | Польща               | 1–5       | Товариський матч                    | 1       |
| 48 | 20 серпня 2014    | А. Ле Кок Арена, Таллінн                          | Чехія                | 1–4       | кваліфікація чемпіонату світу 2015  | 1       |
| 49 | 13 вересня 2014   | Стадіо Сільвіо Піола, Верчеллі                    | Італія               | 0–4       | кваліфікація чемпіонату світу 2015  |         |
| 50 | 20 травня 2015    | Спарта, Роттердам                                 | Нідерланди           | 0–7       | Товариський матч                    |         |
| 51 | 17 вересня 2015   | Тамме, Тарту                                      | Сербія               | 0–1       | кваліфікація чемпіонату Європи 2017 |         |
| 52 | 21 вересня 2015   | А. Ле Кок Арена, Таллінн                          | Англія               | 0–8       | кваліфікація чемпіонату Європи 2017 |         |
| 53 | 13 жовтня 2015    | А. Ле Кок Арена, Таллінн                          | Мальта               | 1–1       | Товариський матч                    | 1       |
| 54 | 15 жовтня 2015    | А. Ле Кок Арена, Таллінн                          | Мальта               | 0–3       | Товариський матч                    |         |
| 55 | 23 жовтня 2015    | Билино Полє, Зениця                               | Боснія і Герцеговина | 0–4       | кваліфікація чемпіонату Європи 2017 |         |
| 56 | 27 жовтня 2015    | Билино Полє, Печинці                              | Сербія               | 0–3       | кваліфікація чемпіонату Європи 2017 |         |
| 57 | 11 березня 2016   | Койнотіко Стадіо Пареелісіас, Парекклісіа         | Кіпр                 | 0–1       | Кубок Афродити 2016                 |         |
| 58 | 13 березня 2016   | Койнотіко Стадіо Пареелісіас, Парекклісіа         | Мальта               | 0–2       | Кубок Афродити 2016                 |         |
| 59 | 15 березня 2016   | Койнотіко Стадіо Пареелісіас, Парекклісіа         | Ізраїль              | 0–2       | Кубок Афродити 2016                 |         |
| 60 | 16 березня 2016   | Оксіларі Парекклісіа, Лімасол                     | Литва                | 3–0       | Кубок Афродити 2016                 | 1       |
| 61 | 12 квітня 2016    | Ден Дреф, Левен                                   | Бельгія              | 0–6       | кваліфікація чемпіонату Європи 2017 |         |
| 62 | 3 червня 2016     | Тамме, Тарту                                      | Бельгія              | 0–5       | кваліфікація чемпіонату Європи 2017 |         |
| 63 | 6 червня 2016     | Тамме, Тарту                                      | Боснія і Герцеговина | 0–1       | кваліфікація чемпіонату Європи 2017 |         |
| 64 | 15 вересня 2016   | Мідов Лейн, Ноттінгем                             | Англія               | 0–5       | кваліфікація чемпіонату Європи 2017 |         |
| 65 | 6 квітня 2017     | Михайла Месхі-2, Тбілісі                          | Латвія               | 0–4       | кваліфікація чемпіонату світу 2019  |         |
| 66 | 8 квітня 2017     | Михайла Месхі, Тбілісі                            | Грузія               | 2–1       | кваліфікація чемпіонату світу 2019  | 1       |
| 67 | 11 квітня 2017    | Михайла Месхі-2, Тбілісі                          | Казахстан            | 0–1       | кваліфікація чемпіонату світу 2019  |         |
| 68 | 10 червня 2017    | Стадіон РЦОП-БДУ, Мінськ                          | Білорусь             | 1-1       | Товариський матч                    |         |
| 69 | 4 серпня 2017     | Савівальдібе, Шяуляй                              | Литва                | 0–0       | Балтійський турнір 2017             |         |
| 70 | 19 жовтня 2017    | Муніципальний стадіон, Оструда                    | Польща               | 0–6       | Товариський матч                    |         |

## Особисте життя
Аарна відвідувала середню школу Аг'я. У 2009 році вступила до Тартуського університету, щоб вивчати розвиток спорту з тренером.

## Нагорода
У 2010 році Аарна визнана найкращою футболісткою жіночої Ліги чемпіонів. У 2011 та 2015 роках визнавалася найкращою футболісткою року.